# 李果珍
李果珍（1915年2月—2022年11月27日），女，北京人，中国医学影像学家，曾任北京医院放射科主任，第四、五、六、七届全国政协委员。

## 生平
李果珍祖籍浙江杭州，生于北京，后随父母迁居上海。1935年从上海清心女中毕业，入读金陵女子文理学院医学预科，1938年转入北京协和医学院。1943年毕业，获医学博士学位。1948年，到美国芝加哥大学附属的Albert Merritt Billings医院放射科进修。1950年8月回国，在北京医学院附属第一、第三医院放射科工作。1966年调任北京医院放射科主任。1980年，加入中国共产党。1993年退休并返聘，工作至2010年。
2022年11月27日，李果珍在北京病逝，享年107岁。